# ロア健治
ロア 健治（ロア けんじ、1979年1月25日 - ）は、日本の男性歌手、声優、作曲家、ドラマー、脚本家。ヴィジュアル系バンド「Virgil」のヴォーカル。本名は横田健治・ポール・ロア。大阪府出身。身長168cm。体重56kg。A型。

## 来歴
フィリピンで生まれ、5歳で日本に渡り大阪で育つ。17歳からドラムを始め、21歳でwyse加入。翌年12月にメジャーデビュー。シングル4枚、アルバム4枚を残し、2003年11月脱退。
2004年、ヴォーカルに転向しCODEを結成、GACKT個人事務所キメラクルーに所属。シングル2枚、アルバム1枚を残し、2008年CODE解散。
2009年、日本ナレーション演技研究所を卒業。声優としてアズリードカンパニー所属。同年、御主人様専用奇才楽団〜Virgil〜、堀江一眞との音楽ユニットVerba-Rhythm結成。舞台『敏腕組！』にて役者としてデビュー。
2010年、アズリードカンパニーから退社。同年12月、ニコニコミュージカル『クリスマス・キャロル』でミュージカル初出演。
2017年7月1日よりプロダクション・エースに所属となったことを、自身のフェイスブックにて発表。
2023年6月プロダクション・エースを退所。

## 人物
フィリピン人とスペイン人の間に生まれた父と、日本人の母との間に生まれた。弟が2人いる。
ドラムの師匠は永井利光。芝居の師匠は一条和矢。
ミュージカル『クリスマス・キャロル』の演出家で俳優・カウンターテナー歌手の湯澤幸一郎を大尊敬している。歌に行き詰まりを感じていた時に、友人の勧めでニコニコミュージカルのワークショップへ参加し、そこで講師をしていた湯澤の歌に感銘を受け、歌や演技の技術だけではなく、歌詞の世界観や楽曲、センス、思考などの面においても多大な影響を受けたと語っている。

## 作品

### シングル
- Wyse

1. It's not like me It's not like you（2001年7月1日）
2. 路地裏のルール（2001年8月1日）
3. thoughtful Day（2001年9月1日）
4. Perfume（2002年3月13日）
5. bring you my heart（2002年5月29日）
6. Twinkle Stars（2002年8月28日）
7. Air（2003年9月10日）

- CODE

1. ebony（2006年）
2. ivory（2006年）

- 御主人様専用奇才楽団〜Virgil〜

1. broke stone awake sevendays（2009年4月22日）
2. Loyal（2009年12月9日）
3. -Sense-(2010年3月3日）
4. -Desert-(2010年4月7日）
5. we are(2010年5月23日）※配布
6. HELLO(2010年5月23日）※配布
7. innosense(2010年11月24日）
8. Last promise(2011年4月27日）
9. キミにカルパッチョ(2011年5月22日）※配布
10. Key Heart(2011年11月23日）※通販･会場限定

### ミニアルバム
- Wyse

1. With...（2000年9月1日）
2. DEAD LEAVES SHOWER（2000年12月1日）
3. PERFECT JUICE（2001年3月13日）
4. Beat（2003年5月14日）

- CODE

1. hallerujah（2007年）

- 御主人様専用奇才楽団〜Virgil〜

1. ゼクス之章（2009年8月12日）
2. 白之章（2010年5月19日）

- Virgil

1. innocence（2010年11月24日）

### アルバム
- Wyse

1. the Answer in the Answers（2001年12月12日）
2. Calm（2002年10月9日）
3. W×Y×S×E（2003年11月12日）

### 映像作品
- Wyse

1. 199904（2003年1月1日）
2. 200112（2003年1月1日）
3. The Roots of “Dauntless Rider”（2003年3月21日）

- 御主人様専用奇才楽団〜Virgil〜

1. 単独演奏会〜おかえりなさいませ、御主人様〜（2009年11月11日）

### キャラクターソング
| 発売日         | 商品名                                                                       | 歌                     | 楽曲                                                   | 備考                              |
| -------------- | ---------------------------------------------------------------------------- | ---------------------- | ------------------------------------------------------ | --------------------------------- |
| 2016年3月23日  | soleil                                                                       | ArS                    | 「手を伸ばせ！」 「ちょっとまってよ Give me a break!」 | ゲーム『アイ★チュウ』関連曲       |
| 2016年8月24日  | アイ★チュウ creation 03.ArS                                                  | ArS                    | 「We are I★CHU!」 「Here we go!!」                     | ゲーム『アイ★チュウ』関連曲       |
| 2017年3月22日  | glace                                                                        | ArS                    | 「ベリーベリー愛しい人」 「Star light trip」           | ゲーム『アイ★チュウ』関連曲       |
| 2017年6月21日  | アイ★チュウ ～シャッフルユニットミニアルバム～                               | 野生児                 | 「Do!Do!Journey」                                      | ゲーム『アイ★チュウ』関連曲       |
| 2018年4月4日   | fleur                                                                        | ArS                    | 「ゲイジュツ戦隊アルスレンジャー」                     | ゲーム『アイ★チュウ』関連曲       |
| 2018年12月21日 | GANG×ROCK 皇位争奪トーナメント ENTRY01 Odin;s 訊け、我が雷鳴を！ 神棒EDITION | Odin;s                 | 「Don't wanna stay」 「Saqirlat」                      | キャラクターCD『GANG×ROCK』関連曲 |
| 2018年12月21日 | GANG×ROCK 皇位争奪トーナメント ENTRY01 Odin;s 訊け、我が雷鳴を！             | 神棒九十九（ロア健治） | 「Don't wanna stay」                                   | キャラクターCD『GANG×ROCK』関連曲 |
| 2019年3月20日  | アイ★チュウ BEST ALBUM アイ盤                                                | ArS                    | 「なんてったってNo.1」                                 | ゲーム『アイ★チュウ』関連曲       |

### 提供曲
- 『GANG×ROCK』キャラクターソング「Saqiriat」（2018年、作詞・作曲）

## 出演

### テレビアニメ
2012年
- 武装神姫（引越し業者）

2013年
- ブラッドラッド（トビ）

2014年
- ハマトラ（ヤジュータ）

2015年
- 乱歩奇譚 Game of Laplace（不良）

2016年
- ファンタシースターオンライン2 ジ アニメーション（サッカー部部長）

2017年
- 喧嘩番長 乙女 -Girl Beats Boys-（松平翔汰）
- はじめてのギャル（御手洗友人F）

2018年
- 多田くんは恋をしない（来賓者）
- 陰陽師・平安物語（ナレーション）

2019年
- まちカドまぞく（保安官）
- 慎重勇者〜この勇者が俺TUEEEくせに慎重すぎる〜（フラシカ）
- ソードアート・オンライン アリシゼーション War of Underworld（アメリカ人ゲーマー、赤い兵士）

2020年
- アイドリッシュセブン シリーズ（2020年 - 2022年、番組ディレクター） - 3シリーズ

2022年
- ヒーラー・ガール（医師達）

### 劇場アニメ
- 劇場版 抱かれたい男1位に脅されています。〜スペイン編〜（2021年、タブラオの客）
- あんさんぶるスターズ!!-Road to Show!!-（2022年、男性）

### OVA
- 新テニスの王子様（都忍）[4]

### ゲーム
- アイ★チュウ（日下部虎彦[5]）
- 難攻不落三国伝 〜蜀と時の銅雀〜（キョウ[6]）
- 雷子（キョウ（3DS版）[7]）
- 男遊郭（正和）
- グランドサマナーズ（デュラン）
- 乙女剣武蔵（山本勘助）
- モバイルレジェンド (セイバー、子龍)

### ドラマCD
- 薄桜鬼 〜新選組捕物控〜 前編・後編（隊士）
- 御主人様専用奇才楽団〜Virgil〜 奇才楽団物語「ゼクス之章」（ロア）
- 御主人様専用奇才楽団〜Virgil〜 奇才楽団物語「白之章」（ロア）

### 吹き替え
- スターブレード（タリス）
- クロウ（学者）
- 刑事モース（ブレット・ネロ）
- Sydney to the Max（ジム）

### 舞台
- 神々のいたずらPRESENTS公演『敏腕組!』（2009年12月26日 - 27日、四谷区民ホール） - ビンビン 役
- ニコニコミュージカル 第1弾『クリスマス・キャロル』（2010年12月22日 - 26日、博品館劇場） - マッケンジー 役
- 舞台『鬼斬』（2014年12月18日 - 23日、新宿村LIVE） - 酒呑童子[8] 役

### ラジオ
- メイドのお時間（パーソナリティ、BBstation：2009年11月18日  - 2010年2月3日）

### その他
- GANG×ROCK（神棒九十九）[9]

### シリーズ一覧
1. ↑  第2期『Second BEAT!』（2020年）、第3期『Third BEAT!』第1クール（2021年）、第3期『Third BEAT!』第2クール（2022年）

### ユニットメンバー
1. 1 2 3  日下部虎彦（ロア健治）、桃井恭介（花倉洸幸）、鳶倉アキヲ（田丸篤志）、海部子規（谷地克文）、折原輝（松岡禎丞）、若王子楽（平川大輔）
2. ↑  斑尾巽（斉藤壮馬）、罪人の道化師（下妻由幸）、枢木皐月（森久保祥太郎）、リュカ（梅原裕一郎）、日下部虎彦（ロア健治）
3. ↑  雷堂翔太（KENN）、来栖龍之介（土岐隼一）、真殿紅蓮（畠中祐）、神棒九十九（ロア健治）